# Grim Dawn
Grim Dawn (укр. Зловісний світанок) — відеогра жанру Action/RPG розроблена за фінансування на Kickstarter і видана Crate Entertainment 15 травня 2012 року як публічна альфа-версія, і 25 лютого 2016 року як фінальна версія для Windows. Версія для Xbox One видана 3 грудня 2021 року.
Гра заснована на рушієві Titan Quest, що належить Iron Lore. Grim Dawn описує похмурий вигаданий світ у стилістиці вікторіанської епохи, де люди борються проти двох взаємно ворожих потойбічних сил. Головний герой — це людина, що звільнилася від одержимості духом і придбала надприродні сили, котрі стають у пригоді для захисту осередку біженців.

## Ігровий процес
Як і в інших Action/RPG, в центрі уваги завжди знаходяться битви і збір трофеїв — обладунків, зілля, зброї і грошей. Grim Dawn базується на рушієві Titan Quest, але реалізує покращену фізику, ефекти ушкоджень залежно від місця атаки, динамічну погоду, поворот камери, розчленування. В грі діє система фракцій, які по-різному ставляться до героя, залежно від його вчинків.
У базовій грі є 6 класів героїв («майстерностей»): Солдат, Підривник, Окультист, Нічний Клинок, Арканіст і Шаман. Герой може комбінувати властивості будь-яких двох із них. Система відданості дозволяє гравцеві отримувати очки відданості, знаходячи та відновлюючи зруйновані чи пошкоджені святині, приховані по всьому ігровому світу. Очки відданості витрачаються на отримання різноманітних бонусів і здібностей, присвячених сузір'ям.
Система майстрування дозволяє об'єднувати добуті складники в нові предмети згідно з відшуканими кресленнями та рецептами. З переможених ворогів і скринь зі скарбами отримуються гроші, зброя, броня та інші корисні предмети. Інвентар героя обмежений, але непотрібні речі можна як викинути, так і продати. Для швидких подорожей між уже відвіданими місцями слугують «брами розломів».
У Grim Dawn передбачена багатокористувацька гра до 4-х учасників. Вони спільно виконують завдання, при цьому сила та витривалість ворогів пропорційно зростає, але також зростає і винагорода. Гравці можуть обмінюватися предметами та грошима. Організатор сеансу може ввімкнути режим «Гравець проти гравця» (PvP), за якого герої, що не належать до однієї групи, можуть атакувати та вбивати один одного.

## Сюжет

### Світ гри
Дії гри відбувається в Каірні, світі в стилі вікторіанської Британії, зруйнованому надприродним катаклізмом. Передумовою стало відкриття людьми порталів до потойбічних світів, населених ефірними істотами, ефіриалами. В ході експериментів з'ясувалося, що ці істоти можуть зливатися з людьми і контролювати їх. Проте якщо ефіриал покидав носія, людина отримувала надприродні здібності. Дослідники доставляли все більше ефіриалів, і ті почали самі відкривати портали, почавши вторгнення для перетворення Каірну на подобу власного світу.
Поки ефіриали захоплювали людські тіла, прокинулися інші істоти, хтонці, та стали винищувати людство, щоб воно не дісталося ефіриалам. Ця війна не тільки знищила людську цивілізацію, але й викривила реальність, спричиняючи появу чудовиськ. Невеликі анклави вцілілих людей розкидані по всьому світу в сховищах. Ці люди переважно лише спостерігають за війною між загарбниками, але ті, хто були одержимі ефіриалами і звільнилися від них, беруться врятувати людство.

### Дія
Герой починає як в'язень, одержимий ефіриалом, якого схопили біженці, що шукали притулку у в'язниці «Перехрестя диявола». Лідер біженців, капітан Джон Бурбон, наказує повісити героя, але ефіриал за мить до смерті носія тікає. Тоді Бурбон визволяє в'язня та видає базове спорядження, щоб той допоміг зупинити війну між ефіриалами та хтонцями. Герой убиває Реаніматора, що насилав на околиці ожилих мерців, і допомагає вцілілим людям, зокрема Бурбону та досліднику Каспарову. Бурбон планує відновити сполучення з сільською місциною для отримання припасів, але там оселилися бандити, очолювані Дарієм Кронлі, що хоче захопити «Перехрестя диявола».
Як згодом з'ясовується, хтонці бажають не просто винищити людей як носіїв ефіриалів, а позбавити страждань свого бога Хтона. Колись його діти, молодші боги, повстали проти Хтона і замкнули його в порожнечі між світами, а з його крові створили людей. Хтон проте зберіг зв'язок зі смертними та відчуває всі їхні страждання. Герой знаходить печатки Хтона й несе їх місцевому інквізитору Кріду.
Герой прямує до форту Айкон, аби знайти Кріда та союзний Чорний легіон імператорських гвардійців. Проте командувач Люцій зрадив гвардійців і служить ефіриалам. На прохання Кріда герой карає зрадника, а потім вирушає до Некрополя, звідки наступають ефіриали. Він пробивається до Гробниці Спостерігачів, де стикається з великим хтонцем Лонґгорреном і перемагає його.

## Розробка
Crate Entertainment оголосила 27 липня 2009 року, що отримала ліцензію на рушій Titan Quest від Iron Lore, і анонсувала розробку Grim Dawn 21 січня 2010 року. Спочатку було розкрито небагато подробиць, Crate Entertainment стверджувала, що Grim Dawn розгортається в тематично темному вигаданому світі, дещо заснованому на вікторіанській епосі.
У ході розробки, Crate Entertainment зверталася до фанатів з проханням про фінансову підтримку. На офіційному сайті гри розробники оголосили, що після появиз інтересу в людей, готових пожертвувати і підтримати розробку Grim Dawn, вони додали можливість зробити попереднє замовлення. Майбутні гравці могли зроити свій внесок до розвитку проєкту в офіційному порядку. П'ятнадцять днів по тому, розробники оголосили, що отримали фінансову підтримку від ігрового сайту Gamebanshee і одного з авторів вебкомікса «Penny Arcade». Попри підтримку різних вебсайтів і фанатів, менеджер Crate Артур Бруно в інтерв'ю The Escapist розповів, що всі попередні замовлення — лише невеликий відсоток від загального бюджету Grim Dawn. У пізнішому інтерв'ю ігрового вебсайту «Big Download» Бруно ще раз підтвердив, що пожертвувань і попередніх замовлень самих по собі не було достатньо для фінансування проєкту.
17 квітня 2012 року Crate Entertainment відкрила сторінку проєкту на Kickstarter. Проєкт набрав $537,5 тис., сильно перевищивши його початкову мету. Crate випустила альфа-версію гри через Steam у ранньому доступі 15 травня 2013 року.
Версія для Xbox One, що включає всі доповнення, вийшла 3 грудня 2021 року.

## Доповнення
- Crucible Mode — видане 3 серпня 2016 року. Містить додатковий режим, у якому потрібно протистояти хвилям ворогів заради винагороди[17].
- Ashes of Malmouth — видане 11 жовтня 2017 року. Продовжує сюжет двома главами в місті Мелмауз. Максимальний рівень розвитку героя збільшено до 100. Запроваджено додаткові майстерності: Інквізитор і Некромант. Новий персонаж, ілюзіоніст, може змінювати вигляд предметів. А також додано нову зброю, спорядження, вміння та ворогів, і можливість перерозподіляти характеристики героя[18].
- Forgotten Gods — видане 27 березня 2019 року. Розширює сюжет побічною главою в пустелі. Надає режим «Розбитих королівств» з підвищеною складністю, але цінною винагородою, та пропонує вищі складності гри. Додана нова майстерність, Охоронець присяги. А також додано нову зброю, спорядження, вміння та ворогів[19].

## Оцінки й відгуки
| Агрегатор  | Оцінка                  |
| ---------- | ----------------------- |
| Metacritic | PC: 83/100 XONE: 86/100 |

| Видання        | Оцінка |
| -------------- | ------ |
| GameSpot       | 8.4/10 |
| IGN            | 8.7/10 |
| PC Gamer (США) | 83/100 |

Grim Dawn отримала «загалом схвальні» рецензії критиків на Metacritic із середньою оцінкою 83/100 для ПК-версії та 86/100 для Xbox One.
Бретт Тодд у GameSpot описав, що Grim Dawn вирізняється оригінальним сетингом, цікавими боями та музикою, що чудово пасує до ситуації. Гра не дуже складна, проте місцями перевантажена ворогами, які дуже різноманітні. Величезна кількість трофеїв швидко переповнює інвентар, але водночас є сенс часто змінювати оснащення свого героя. Тому «навіть якщо вам здається, що ви втомилися від подібних ігор, у Grim Dawn є достатньо трюків, щоб зачарувати навіть найзапеклішого ветерана».
Згідно з Річардом Кобеттом з IGN, Grim Dawn — одна з небагатьох ігор свого жанру, що може змагатися в захопливості з Diablo. В ній цікава системою репутації в різних угрупувань, можливістю ремонтувати мости, щоб продовжити шлях, багатьма побічними завданнями і різними варіантами дій у низці ситуацій. «Однак загалом це не надто захоплива історія, і я швидко зрозумів, що пропускаю депресивний діалог депресивних людей і просто прямую до наступної зірки на карті, де лиходіїв чекає добряче побиття».
Лейф Джонсон у PC Gamer відгукнувся, що Grim Dawn приваблива тим, що не накладає обмежень у поведінці героїв. Комбінуючи майстерності, можна створити власний стиль. Це доповнює еклектичний дизайн світу: «гра потопає в дивній естетиці Середньовічної Англії та Дикого Заходу, яка приємно нагадує серію Темної вежі Стівена Кінга». При тому ж кількість трофеїв завелика, а користь від них надто мала і більшість годиться лише для того, щоб продати. Звідси походить головний недолік гри — потреба регулярно повертатися до торгівця.
Продажі гри досягнули 1 млн примірників до травня 2017 року та 7 млн до лютого 2022 року.